# Saint-Sauveur (Meurthe-et-Moselle)
Saint-Sauveur település Franciaországban, Meurthe-et-Moselle megyében. Lakosainak száma 40 fő (2022. január 1.). Saint-Sauveur Grandfontaine, Angomont, Bionville, Bréménil, Parux, Petitmont és Val-et-Châtillon községekkel határos.

## Népesség
A település népessége az elmúlt években az alábbi módon változott:
| Lakosok száma | 63   | 52   | 50   | 48   | 56   | 52   | 39   | 35   | 34   | 40   |
|               | 1968 | 1982 | 1990 | 2006 | 2013 | 2015 | 2017 | 2019 | 2020 | 2022 |